# Proibida pra Mim (Grazon)
Proibida pra Mim (Grazon) é o segundo single do álbum Transpiração Contínua Prolongada, da banda brasileira de rock Charlie Brown Jr., sendo uma das músicas mais conhecidas do grupo. Segundo dados divulgados pelo ECAD em 2018, pegando dados de 2013 a 2018 (ou seja, desde a morte do Chorão), Proibida pra Mim (Grazon) foi a música do Charlie Brown Jr. mais tocada em bares, restaurantes, hotéis e clubes, a mais tocada em shows, e a quinta mais tocada em rádios.

## História
A letra foi feita por Chorão para a sua namorada, que posteriormente se tornou sua esposa, Graziela Gonçalves, a quem ele chamava carinhosamente de Grazon.
Ela foi um dos puxadores de venda do primeiro álbum da banda que foi certificado com Disco de Platina pela ABPD.
A canção também foi tema do personagem Escova (Mário Frias) na temporada de 1998 do seriado teen Malhação..
A canção (na versão cantada por Zeca Baleiro) também fez parte da trilha-sonora da novela Alta Estação (Tema de Caio e Renata), da Rede Record e, foi uma das trilhas-sonoras da novela Geração Brasil, da Rede Globo, como tema de Davi e Manu. Na primeira fase da novela, a versão que se ouvia, e que está presente no primeiro cd nacional da trama, é cantada por Tiago Iorc.

## Videoclipe
O videoclipe desta canção contou com a atuação da então famosa assistente de palco de Gugu Liberato, Alessandra Scatena, e da atriz Luana Piovani.

## Prêmios e indicações
| Ano  | Prêmio                                | Versão            | Categoria                       | Resultado | Ref.   |
| ---- | ------------------------------------- | ----------------- | ------------------------------- | --------- | ------ |
| 1998 | MTV Video Music Brasil                | Charlie Brown Jr. | Escolha da Audiência            | Indicado  | [ 13 ] |
| 1998 | MTV Video Music Brasil                | Charlie Brown Jr. | Videoclipe de Artista Revelação | Venceu    | [ 13 ] |
| 1998 | Prêmio Multishow de Música Brasileira | Charlie Brown Jr. | "Melhor Música"                 | Indicado  | [ 14 ] |
| 1998 | Prêmio Multishow de Música Brasileira | Charlie Brown Jr. | "Melhor Clipe"                  | Indicado  | [ 14 ] |

## Desempenho nas Paradas de Sucesso
| Ano  | Single                      | Charts      | Charts         | Charts       | Charts    | Charts        | Charts | Charts | Álbum                            |
| Ano  | Single                      | BRA Hot 100 | BRA Hit Parade | BRA Year End | Bill. BRA | Bill. Pop BRA | HSPN   | POR    | Álbum                            |
| ---- | --------------------------- | ----------- | -------------- | ------------ | --------- | ------------- | ------ | ------ | -------------------------------- |
| 1997 | "Proibida pra Mim (Grazon)" | 4           | 1              | 55           | —         | —             | 25     | 38     | Transpiração Contínua Prolongada |

### iTunes Brasil
Alavancada pela morte de Chorão, ocorrida em 06/03/2013, Proibida pra Mim ficou na 9a poição entre as músicas mais vendidas da semana (de 03/03 a 09/03) do iTunes Brasil.

## Regravações

### Versão de Zeca Baleiro
"Proibida pra Mim" também foi gravada pelo cantor brasileiro Zeca Baleiro, e está inclusa no álbum Líricas, lançado em 2000. Ele também fez um videoclipe desta canção, que teve direção de Tadeu Jungle e foi lançado e exibido durante semanas no Espaço Unibanco de Cinema, antes das sessões de cinema. O clipe também foi bastante exibido pela MTV Brasil.
A regravação foi aprovada pela banda, que comentou: "Foi maravilhoso o Zeca ter regravado uma canção nossa. É um cara que faz bossa nova (sic), bem distante do nosso universo, mas que nos emocionou muito. Vamos sugerir que ele regrave esse nosso disco inteirinho". Porém, Zeca recebeu várias críticas por conta dessa gravação. Segundo palavras dele: "Na época da gravação, eu fui muito criticado. Eles (Charlie Brown Jr.) eram infames mesmo, mas eu gostava da música e queria fazer uma releitura. Fui incompreendido".
Ainda sobre esta regravação, Baleiro contou que foi convidado por Chorão para tocá-la em sua cerimônia de casamento com Graziela. A justificativa é que a Graziela preferia a versão feita por ele, mais delicada, à versão mais hardcore da banda. Em 2012, o Charlie Brown Jr. convidou Zeca, e ambos gravaram juntos a versão ao vivo desta canção no álbum Música Popular Caiçara (Ao Vivo), lançado em Junho de 2012. Zeca contou que Chorão o convidou usando as seguintes palavras: "Zeca, vou gravar um DVD dos 15 anos da banda e quero você lá. Vamos fazer um mix do seu arranjo com o nosso em 'Proibida', topa?”. A mesma versão ao vivo presente no álbum Música Popular Caiçara (Ao Vivo), aparece na discografia de Baleiro no álbum Lado Z Volume 2, lançado em 2012.

### Outras versões
Em 2014, o cantor brasiliense Tiago Iorc fez uma regravação da canção. A mesma fez parte da trilha-sonora da novela global Geração Brasil.